# Siegerrebe

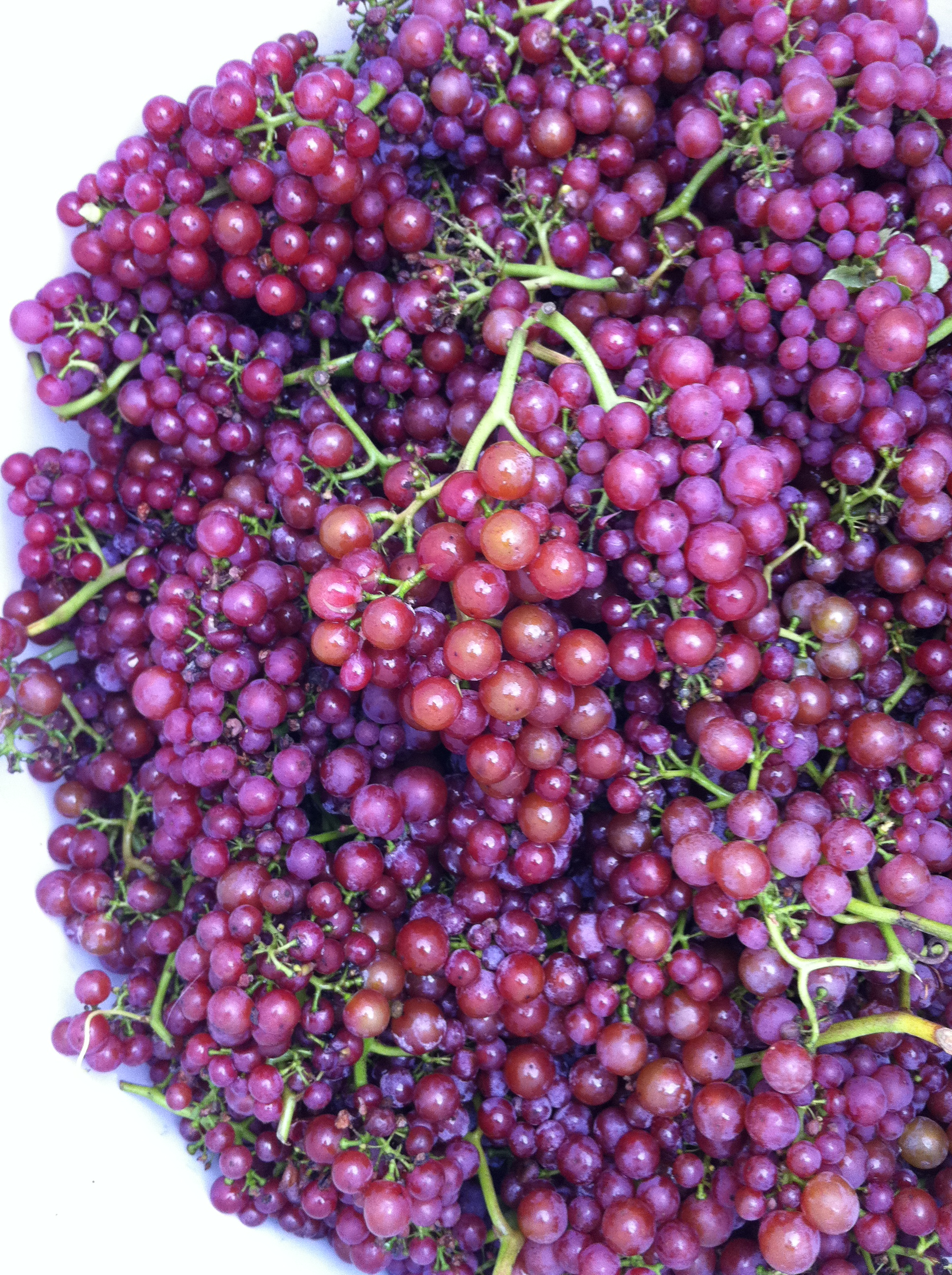
Siegerrebe vinná odrůda

Siegerrebe je velmi raná moštová a stolní odrůda révy vinné (Vitis vinifera), určená k výrobě bílých vín a místy používaná i k přímé spotřebě v čerstvém stavu. Byla vyšlechtěna v Německu roku 1929, křížením odrůd Madeleine Angevine a Gewürztraminer (Tramín červený).
Madeleine Angevine je velmi raná stolní a moštová odrůda původu Vitis vinifera, dle provedené analýzy DNA (INRA Montpellier) kříženec odrůd Madlenka královská (Madeleine Royale) x Blanc d'Ambré. Autorem křížení z roku 1857 je Francouz Moreau-Robert z Angers (Maine et Loire, soukromý šlechtitel, který působil ve firmě Vibert), ovšem dle některých francouzských zdrojů je jím právě M. Vibert. Odrůda je na malých plochách pěstována ve Francii, ve Velké Británii a dále např. v Německu, v Rusku, v Dánsku a ve Švédsku či v USA (stát Washington). Pro své rané zrání je často používaná jako partner při šlechtění nových odrůd, je například jedním z rodičů odrůd Comtessa, Noblessa, Reichensteiner či Čabaňská perla. V některých zdrojích se lze dočíst, že název odrůdy vychází ze skutečnosti, že na jihu Francie hrozny dozrávají přibližně na svátek svaté Marie Magdalény, tedy již 22. července. Ve skutečnosti zde dozrává mezi 2.–4. srpnem. Název je odvozen od jména St. Madeleine Sophie Barat, svátek na počest této svaté slaví ve Francii 25. května, v tomto období réva této odrůdy kvete. Druhá část názvu odrůdy je odvozena od starého názvu místa původu (Angevine – Anjou).

## Popis
Réva vinná (Vitis vinifera) odrůda Siegerrebe je jednodomá dřevitá pnoucí liána dorůstající v kultuře až několika metrů. Kmen tloušťky až několik centimetrů je pokryt světlou borkou, která se loupe v pruzích. Úponky umožňují této rostlině pnout se po pevných předmětech. Růst je středně bujný až bujný. Vrcholky letorostů jsou otevřené, hustě bíle vlnatě plstnaté, slabě až průměrně pigmentované antokyaniny, bělavě zelenožluté s červeným nádechem. Mladé lístky jsou zelené s bronzovými skvrnami. Olistění keřů je husté. Jednoleté réví je žlutavě hnědé.
List je malý až středně velký, okrouhlý, zvrásněný, středně puchýřnatý, tří- až pětilaločnatý s mělkými až středně hlubokými výkroji, s velkými, tupými špičkami laloků. Okraj listu je tupě zoubkovaný. Řapíkový výkroj je lyrovitý, úzce otevřený až široce překrytý s průsvitem, řapík je krátký, kratší, než medián listu, zelený až narůžovělý, žilnatina listu v oblasti napojení řapíku je slabě pigmentovaná.
Oboupohlavní pětičetné květy v hroznovitých květenstvích jsou žlutozelené, samosprašné. Plodem jsou středně velké až velké (18 mm), kulaté až mírně oválné bobule s jemnou slupkou růžové až světle červenohnědé barvy, s intenzivními muškátovými aromatickými látkami v řídké dužině. Hrozny jsou středně velké (90–180 g), kuželovité, řidší až středně husté, s křidélky.

## Původ a rozšíření
Siegerrebe je odrůda vinné révy (Vitis vinifera), kterou vyšlechtil roku 1929 Dr. George Scheu (1897–1949) s kolektivem šlechtitelů Zemského šlechtitelského ústavu v Alzey, ve spolkové zemi Porýní-Falc. Dle údajů šlechtitele jde o křížence odrůd Madeleine Angevine a Gewürztraminer (Tramín červený. Podle Heinze Scheu, syna šlechtitele, měla odrůda ovšem vzniknout spontánním opylením mateční odrůdy Madeleine Angevine pylem neznámé odrůdy a následnou selekcí semenáčků.
V Německu byla odrůda registrována roku 1958. Roku 2007 zde byla pěstována na 108 hektarech vinic, převážně v regionech Rheinhessen a Falc. Plochy vinic mají mírně klesající tendenci. Dále odrůdu najdeme na vinicích v Anglii, Belgii, Dánsku, Švédsku a Nizozemsku, ale také například ve státě Washington v USA či v Kanadě, v provincii Britská Kolumbie, v údolí Okanagan Valley.
Odrůda není zapsána do Státní odrůdové knihy České republiky a není ani odrůdou, povolenou k výrobě zemských vín, na našich vinohradech ji najdeme velmi vzácně.

## Název
Sieger je německý výraz, v překladu „vítěz“, název odrůdy by se tedy dal volně přeložit jako „vítězná réva“, nebo také „réva vítězů“.
Lokálně používaná synonyma této odrůdy jsou: Зигерребе, Альцей 7957 (Rusko), Alzey 7957, Az 7957, Az - S 7957, Scheu 7957, Sieger.

## Příbuzné odrůdy, možné záměny
V Německu je registrován tetraploidní klon odrůdy Siegerrebe, zapsaný v katalogu odrůd VIVC samostatně.
Odrůda Siegerrebe sloužila v Německu jako partner při křížení různých nových odrůd, například odrůd Ortega, Sissi a Tamara.

## Pěstování
Réví dobře vyzrává. Odrůda raší raně, proto je ohrožována pozdními jarními mrazíky, je mírně nadprůměrně odolná proti zimním mrazům (do −22 °C), při nepříznivém počasí v době květu je však poměrně náchylná na sprchávání. Z chráněných vinic dává réva pravidelné, středně vysoké sklizně, 9–12 t/ha při cukernatosti 18–21 °NM a nízké aciditě, 5–8 g/l. V Německu v letech 1986–2002 dosáhly výnosy 12,3 t/ha při průměrné cukernatosti moštu 88°Oe a aciditě pouze 4,9 g/l, ale tato odrůda je známá tím, že v příznivých podmínkách dosahuje cukernatost moštu v průměru až o 15°Oe vyšších hodnot, než u klasických odrůd, jako například Ryzlink rýnský a německý rekord z roku 1971 je neuvěřitelných 326°Oe. Odrůda není nijak výrazně náročná na polohu a půdy, hodí se pro většinu vedení, snáší dlouhý i kratší řez, optimální je pro ni střední vedení, vhodné jsou podnože T 5C, SO-4 a Cr 2.

### Fenologie
Velmi raná odrůda raší raně, kvete středně pozdně, dozrává od poloviny do konce srpna, 10 dnů před odrůdou Chaselas.

### Choroby a škůdci
Plísni révové (Plasmopara viticola) a plísni šedé (Botrytis cinerea) odolává odrůda mírně nadprůměrně, padlí révovému (Uncinula necator) pouze průměrně, trpí též chlorózou. Proti perenospoře a oidiu je nutná chemická ochrana, většinou však postačí po provedení základní ochrany při odkvětu, provádět případné postřiky pouze v době zvýšeného infekčního tlaku (např. teplo a déšť). Hrozny nemají sklon ke hnilobě, ale často je napadají vosy, špačci a kosové, kteří to tvorové mohou nechráněnou úrodu zcela zničit.

## Víno
Stejně jako Tramín červený produkuje odrůda silně aromatická, zelenožlutá až zlatožlutá vína s hroznovým či muškátovým aroma a s nádechem exotického ovoce, nízkého obsahu kyselin, s vyšším alkoholem a extraktem, nepříliš vhodná k dlouhému archivování.
Vína jsou někdy měkká a fádní, pokud se scelují s tvrdými víny, výsledný produkt je pro konzumenty přijatelnější. Odrůda je velmi vhodná k výrobě burčáku.

### Multimédia
- Ing. Radek Sotolář : Multimediální atlas podnožových, moštových a stolních odrůd révy, Mendelova zemědělská a lesnická universita Brno, zahradnická fakulta v Lednici
- Martin Šimek : Encyklopédie všemožnejch odrůd révy vinné z celýho světa s přihlédnutím k těm, co již ouplně vymizely, 2008–2012